# Minh Tân, Dầu Tiếng
Minh Tân là một xã thuộc huyện Dầu Tiếng, tỉnh Bình Dương, Việt Nam.

## Địa lý
Xã Minh Tân có diện tích 44,98 km², dân số năm 2021 là 7.963 người, mật độ dân số đạt 177 người/km².

## Hành chính
Xã Minh Tân được chia thành 6 ấp: Tân Bình, Tân Thanh, Tân Phú, Tân Đức, Tân Tiến, Tân Định.

## Lịch sử
Ngày 25 tháng 4 năm 1979, Hội đồng Chính phủ ban hành Quyết định 180-CP thành lập xã Minh Tân thuộc huyện Bình Long ở vùng kinh tế mới tỉnh Sông Bé.
Tháng 1 năm 1997, chuyển xã Minh Hòa thuộc huyện Bình Long, tỉnh Bình Phước về huyện Bến Cát, tỉnh Bình Dương quản lý.
Ngày 23 tháng 7 năm 1999, Chính phủ ban hành Nghị định 58/1999/NĐ-CP về việc chuyển xã Minh Tân thuộc huyện Bến Cát về trực thuộc huyện Dầu Tiếng mới tái lập quản lý.
Ngày 17 tháng 11 năm 2004, Chính phủ ban hành Nghị định 190/2004/NĐ-CP về việc điều chỉnh 1.477 ha diện tích tự nhiên và 950 nhân khẩu của xã Minh Tân về xã Long Hòa quản lý.
Sau khi điều chỉnh địa giới hành chính, xã Minh Tân còn lại 4.906 ha diện tích tự nhiên và 4.539 nhân khẩu.